# Яровий Федір Карпович
Ярови́й Фе́дір Ка́рпович (28 лютого 1922 — 20 червня 1992) — Герой Радянського Союзу (1945), під час німецько-радянської війни командир гармати 31-го гвардійського артилерійського полку 12-ї гвардійської стрілецької дивізії 61-ї армії 1-го Білоруського фронту.

## Біографія
Народився 28 лютого 1922 року в селі Феськи (нині Золочівський район Харківська область України) в сім'ї селян. Українець. Закінчив школу ветфельдшерів у місті Ізюм. Працював за спеціальністю у рідному селі.
У 1940 році був призваний до лав Червоної армії.
На фронтах німецько-радянської війни з червня 1941 року. Був навідником і командиром артилерійського розрахунку 31-го гвардійського артилерійського полку (12-а гвардійська стрілецька дивізія, 61-а армія, 1-й Білоруський фронт).
Гвардії старший сержант Ф. К. Яровий відзначився при форсуванні річки Одер в районі населеного пункту Ной-Глітцен північніше міста Вріцен (Німеччина) першим переправивши на саморобному плоту свою гармату, боєприпаси і коней на лівий берег. Коли під час бою на плацдармі гармата Ярового була розбита, він трофейним фаустпатроном підбив ворожу САУ.
31 травня 1945 року гвардії старшому сержанту Яровому Федору Карповичу присвоєно звання Героя Радянського Союзу з врученням ордена Леніна і медалі «Золота Зірка» (№ 6863).
Після закінчення війни продовжував службу в армії.
З 1975 року прапорщик Ф. К. Яровий в запасі. Жив у Харкові, працював в органах МВС. Помер 20 червня 1992 року у місті Харкові. Похований на харківському кладовищі № 2.

## Нагороди
- Медаль «Золота Зірка» Героя Радянського Союзу
- Орден Леніна
- Два ордена Вітчизняної війни I ступеня
- ордена Вітчизняної війни II ступеня
- Орден Червоної Зірки
- Медалі